# Ralpho Township
Die Ralpho Township ist eine Township im Northumberland County, Pennsylvania in den Vereinigten Staaten. Das U.S. Census Bureau hat bei der Volkszählung 2020 eine Einwohnerzahl von 4.186 ermittelt.

## Geographie
Nach den Angaben des United States Census Bureaus hat die Township eine Gesamtfläche von 47,8 km², alles davon ist Land. Es gibt im Bereich der Ralpho Township keine Boroughs oder Citys; das Census Bureau hat aber im zentralen Norden der Township Elysburg als census-designated place festgelegt.
Die natürlichen Grenzen der Ralpho Township sind der South Branch Roaring Creek im Osten, der hier auch die Grenze zum Columbia County bildet, der Little Mountain im Süden, der Shamokin Creek im Westen sowie er Shamokin Hill und seine östlichen Ausläufer im Norden. Gilgers Ridge teilt die Township geographisch in einen nördlichen und einen südlichen Teil.
Die benachbarten Townships sind im westlichen Norden die Rush Township, im östlichen Norden und im Osten die Cleveland Township im benachbarten Columbia County, im Süden die Coal Township und im Westen die Shamokin Township.
Ganz im Südwesten der Township liegen Sunnyside und Overlook. In der südöstlichen Ecke der Township erstreckt sich am Fuß des Little Mountain das Straßendorf Bear Gap. In der nordöstlichen Ecke liegt Knoebels Groves mit dem Vergnügungspark. Im Westen, oberhalb des Shamokin Creek, erstreckt sich der Weiler Shamrock.
Der Northumberland County Airport liegt im Süden der Ralpho Township.

## Geschichte
Die Lawrence L. Knoebel Covered Bridge, die Kreigbaum Covered Bridge und die Richards Covered Bridge sind in das National Register of Historic Places eingetragen.

## Demographie
Zum Zeitpunkt des United States Census 2000 bewohnten Ralpho Township 3764 Personen. Die Bevölkerungsdichte betrug 78,7 Personen pro km². Es gab 1600 Wohneinheiten, durchschnittlich 33,5 pro km². Die Bevölkerung in Ralpho Township bestand zu 99,31 % aus Weißen, 0,08 % Schwarzen oder African American, 0,08 % Native American, 0,27 % Asian, 0 % Pacific Islander, 0 % gaben an, anderen Rassen anzugehören und 0,27 % nannten zwei oder mehr Rassen. 0,43 % der Bevölkerung erklärten, Hispanos oder Latinos jeglicher Rasse zu sein.
Die Bewohner Ralpho Townships verteilten sich auf 1497 Haushalte, von denen in 31,9 % Kinder unter 18 Jahren lebten. 65,7 % der Haushalte stellten Verheiratete, 6,9 % hatten einen weiblichen Haushaltsvorstand ohne Ehemann und 25,1 % bildeten keine Familien. 22,9 % der Haushalte bestanden aus Einzelpersonen und in 12,4 % aller Haushalte lebte jemand im Alter von 65 Jahren oder mehr alleine. Die durchschnittliche Haushaltsgröße betrug 2,47 und die durchschnittliche Familiengröße 2,90 Personen.
Die Bevölkerung verteilte sich auf 23,0 % Minderjährige, 4,9 % 18–24-Jährige, 25,3 % 25–44-Jährige, 27,5 % 45–64-Jährige und 19,3 % im Alter von 65 Jahren oder mehr. Der Median des Alters betrug 43 Jahre. Auf jeweils 100 Frauen entfielen 95,1 Männer. Bei den über 18-Jährigen entfielen auf 100 Frauen 90,7 Männer.
Das mittlere Haushaltseinkommen in Ralpho Township betrug 44.318 US-Dollar und das mittlere Familieneinkommen erreichte die Höhe von 52.853 US-Dollar. Das Durchschnittseinkommen der Männer betrug 40.765 US-Dollar, gegenüber 24.179 US-Dollar bei den Frauen. Das Pro-Kopf-Einkommen belief sich auf 20.449 US-Dollar. 6,4 % der Bevölkerung und 3,0 % der Familien hatten ein Einkommen unterhalb der Armutsgrenze, davon waren 7,9 % der Minderjährigen und 9,4 % der Altersgruppe 65 Jahre und mehr betroffen.